# Corrado (nome)
Corrado  è un nome proprio di persona italiano maschile.

## Varianti
- Maschili: Currado[1]
  - Alterati: Corradino[1][2]
  - Ipocoristici: Dino[1][2]
- Femminili: Corrada[3]
  - Alterati: Corradina[3]
  - Ipocoristici: Dina

### Varianti in altre lingue
- Asturiano: Conrao[4]
- Basco: Korrada[4]
- Basso-tedesco
  - Ipocoristici: Cord[2], Kord[2]
- Catalano: Conrad[4]
- Ceco: Konrád[2]
- Danese: Konrad[2]
- Francese: Conràd
- Germanico: Chunrad[5], Chunrat[5], Cunrad[5], Chonrad[5], Konrad[5], Konrat[5], Kuonrat[6]

- Inglese: Conrad[2][6][7]
  - Ipocoristici: Connie[2]
- Latino: Conradus[1], Corradus
- Lettone: Konrāds
- Lituano: Konradas
- Norvegese: Konrad[2]
- Olandese: Koenraad[2]
  - Ipocoristici: Koen[2], Koert[2]
- Polacco: Kondrat[2], Konrad[2]
  - Femminili: Konradyna

- Slovacco: Konrád[2]
- Sloveno: Konrad[2]
- Spagnolo: Conrado[2][4]
- Svedese: Konrad[2]
- Tedesco: Konrad[2][7], Conrad[2]
  - Ipocoristici: Kurt[2]
- Ungherese: Konrád[2]

## Origine e diffusione
Documentato dal X secolo nelle forme latine Conradus e Corradus, è un nome di origine germanica, di tradizione francone e poi tedesca. È composto dagli elementi chun (o kuoni, kuon, konja, "audace") e rad (o rat, raet, "consiglio", sia nel senso di "giudizio", "suggerimento" che di "assemblea"), e può essere interpretato come "consiglio dell'audace", "dall'audace consiglio" o "audace nel consiglio" o "audace nel deliberare".
In Italia la forma base è diffusa ampiamente in tutta la penisola e maggiormente accentrata in Sicilia ed Emilia-Romagna, mentre le forme femminili Corrada e Corradina sono concentrate in Sicilia, dove riflettono il culto per san Corrado Confalonieri, patrono di Noto. Per quanto riguarda l'Inghilterra, si registra un suo occasionale uso (nella forma Conrad) già nel Medioevo, ma acquisisce una certa diffusione solo nel XIX secolo, reintrodotto dalla Germania.

## Onomastico
L'onomastico può essere festeggiato in memoria di più santi, alle date seguenti:
- 19 febbraio, san Corrado Confalonieri, penitente e anacoreta presso Piacenza[11]
- 17 marzo (patrocinio, o anche il 9 febbraio per il dies natalis e il 10 luglio per la traslazione), san Corrado di Baviera o di Chiaravalle monaco ed eremita[11]
- 19 aprile, beato Corrado Miliani, religioso di Ascoli[11]
- 21 aprile, san Corrado da Parzham, cappuccino[11]
- 26 novembre, san Corrado, vescovo di Costanza[2][11]
- 12 dicembre, beato Corrado da Offida, predicatore e confessore francescano[11]

## Persone

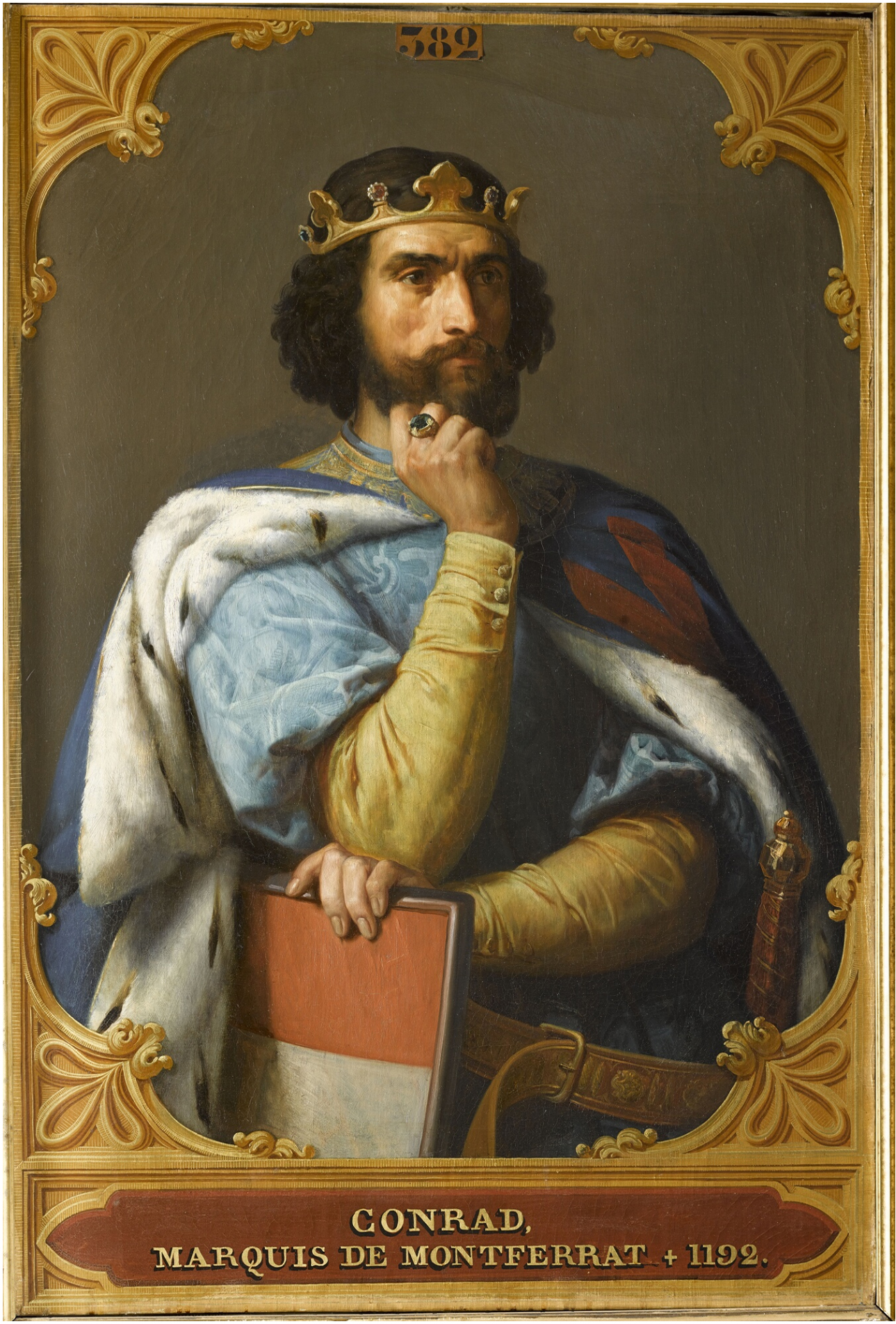
Corrado del Monferrato

Corrado Mantoni

- Corrado I di Borgogna o il Vecchio, conte di Parigi e conte di Auxerre e di Borgogna
- Corrado II di Borgogna o dei Guelfi, conte di Auxerre e di Borgogna
- Corrado III di Borgogna, o di Provenza o Corrado I di Arles detto il Pacifico, re di Arles o delle due Borgogne
- Corrado del Monferrato o degli Aleramici, marchese del Monferrato e re di Gerusalemme
- Corrado III di Svevia, primo re tedesco della dinastia Hohenstaufen
- Corrado IV di Svevia, Duca di Svevia, rex Romanorum, re di Sicilia e di Gerusalemme
- Corrado II il Salico, rex romanorum, re d'Italia e re di Borgogna
- Corrado Alvaro, scrittore, giornalista e poeta italiano
- Corrado Augias, giornalista, scrittore, conduttore televisivo e politico italiano
- Corrado Calabrò, giurista, scrittore e poeta italiano
- Corrado Giaquinto, pittore italiano
- Corrado Gini, statistico, economista e sociologo italiano
- Corrado Govoni, poeta italiano
- Corrado Guzzanti, comico, attore, sceneggiatore e cantante italiano
- Corrado Mantoni, conduttore televisivo, autore televisivo, conduttore radiofonico, attore e doppiatore italiano
- Corrado Pani, attore e doppiatore italiano
- Corrado Passera, banchiere, manager e politico italiano
- Corrado Segre, matematico italiano
- Corrado Viciani, allenatore di calcio e calciatore italiano

### Variante Conrad
- Conrad Böcker, ginnasta tedesco

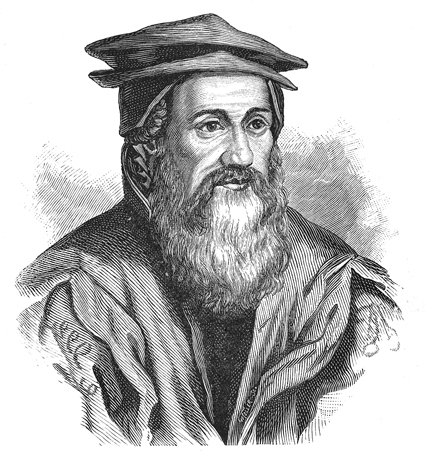
Conrad Gesner

- Conrad Gessner, naturalista, teologo e bibliografo svizzero
- Conrad Hilton, imprenditore statunitense
- Conrad Lant, cantautore e bassista britannico
- Conrad Marca-Relli, pittore statunitense
- Hans Conrad Schumann, militare tedesco
- Conrad Smith, rugbista a 15 neozelandese,

### Variante Konrad

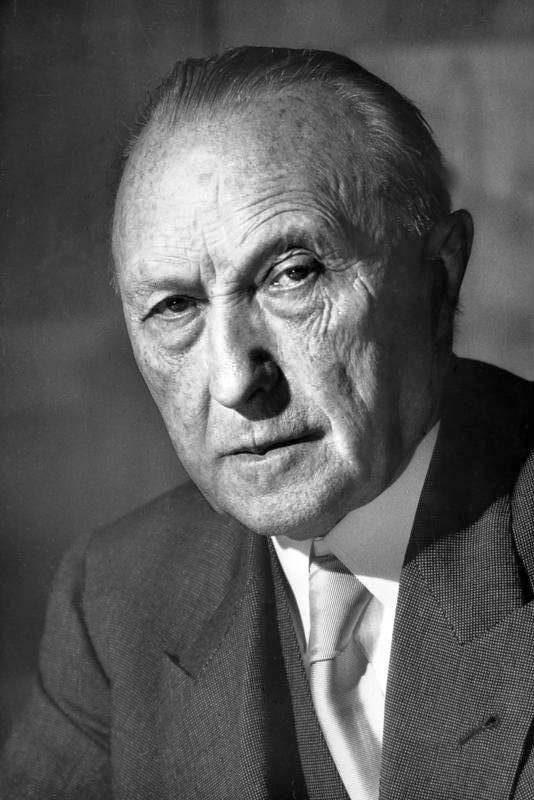
Konrad Adenauer

- Konrad Adenauer, politico e statista tedesco
- Konrad Duden, filologo, linguista e germanista tedesco
- Konrad Georg, attore tedesco
- Konrad Lorenz, zoologo ed etologo austriaco
- Konrad Zuse, informatico e ingegnere tedesco

### Variante Kurt
- Kurt Cobain, cantautore, chitarrista e pittore statunitense
- Kurt Gödel, matematico, logico e filosofo austriaco naturalizzato statunitense
- Kurt Hamrin, calciatore svedese
- Kurt Russell, attore statunitense
- Kurt Schwitters, pittore e artista tedesco
- Kurt Vonnegut, scrittore e saggista statunitense
- Kurt Warner, giocatore di football americano statunitense
- Kurt Weill, musicista e compositore tedesco
- Kurt Wüthrich, chimico svizzero

### Altre varianti
- Corradino di Svevia, re di Sicilia

## Il nome nelle arti
- Corrado ("Conrade" nel testo originale) è uno dei due giovani sgherri di Don Juan nella commedia di William Shakespeare Molto rumore per nulla.
- Corrado è un personaggio della serie Pokémon.
- Nell'Orlando Furioso di Ludovico Ariosto il saraceno Cloridano uccide diversi cristiani sorpresi nel sonno, tra i quali i due gozzovigliatori Andropono e Conrado. Quest'ultimo è tedesco di origine.
- Corrado Silla è il protagonista maschile del romanzo di Antonio Fogazzaro Malombra.